# Холум, Дайан
Дайан Мэри Холум (англ. Dianne Mary Holum; род. 19 мая 1951, Чикаго, США) — американская конькобежка, серебряный и бронзовый призёр зимних Олимпийских игр 1968 года,
чемпионка и серебряный призёр зимних Олимпийских игр 1972 года, серебряный и 3-кратная бронзовый призёр чемпионатов мира, 6-кратная чемпионка и 3-кратная призёр чемпионата США.

## Биография
Дайан Холум родилась в Чикаго в семье Арлин и Эдварда Холумов. В 6 лет отец отдал её в школу фигурного катания, а в 9 лет выиграла свои первые соревнования. После переезда семьи в Нортбрук, она перешла в конькобежный спорт и тренировалась под руководством тренера Эда Рудольфа, который также занимался с другой олимпийской чемпионкой Энн Хеннинг. 
В 1966 году, в возрасте 14 лет, она стала самым молодым конькобежцем, когда-либо выступавшим на чемпионате мира. В следующем году на чемпионате мира в классическом многоборье в Девентере 15-летняя Холум завоевала бронзовую медаль, а также выиграла чемпионат США на дистанции 1000 м.
На зимних Олимпийских играх 1968 года она завоевала серебряную медаль на дистанции 500 м и бронзовую на дистанции 1000 м. Также заняла 13-е место в забеге на 1500 м. После этого работала официанткой, что заработать денег на занятия спортом. С 1968 по 1970 год трижды принимала участие на чемпионатах мира в классическом многоборье и лучшим выступлением стало 4-е место в многоборье на чемпионате мира в Уэст-Аллисе.
В 1971 году на своём втором чемпионате мира в спринтерском многоборье в Инцелле завоевала бронзовую медаль, при этом выиграла забег на 1000 м. На чемпионате мира в классическом многоборье вновь заняла 4-е место. Через год на зимних Олимпийских играх в Саппоро она стала чемпионкой на дистанции 1500 м и заняла 2-е место на дистанции 3000 м и стала первой американкой, победивший на дистанции 1500 м на олимпийских играх.
В том же 1972 году стала серебряным призёром на чемпионате мира в спринтерском многоборье и бронзовым на чемпионате мира в классическом многоборье. У неё была короткая карьера и в 1973 году, в возрасте 22-х лет, Холум завершила её.

## Тренерская карьера
В 1983 году она стала тренером Олимпийской сборной, заменив на посту Боби Корба. Дайан тренировала на 3-х Олимпиадах 1976, 1980 и 1984 годов. Она занималась с Эриком Хайденом, который стал пятикратным чемпионом на зимних Олимпийских играх 1980 года, и его сестрой Бет, которая завоевала бронзовую медаль. Среди её учениц была и её дочь Кирстин Холум, которая также принимала участие в Олимпийских играх. Дайан стала первой женщиной, тренировавшей женщин-конькобежек.

## Награды
- 17 мая 1986 года - включена в Национальный зал славы конькобежного спорта в Кливленде.[5]
- 1993 год - включена в Зал спортивной славы Висконсина.[9]
- 1996 год - включена в Международный зал славы женского спорта.[10]
- 1997 год - названа Ассоциацией конькобежного спорта США национальным тренером года в своем виде спорта.

## Личная жизнь
Дайан Холум была в паре с Майком Девекой, бывшим американским лыжником-двоеборцем. 29 июня 1980 года у них родилась дочь Кирстин Холум, также бывшая конькобежка национальной сборной, а ныне она сестра милосердия в монастыре английского города Лидс. Дайан кроме тренерской деятельности работала учителем физкультуры в двух католических начальных школах в районе Милуоки.